# Abu Simbel

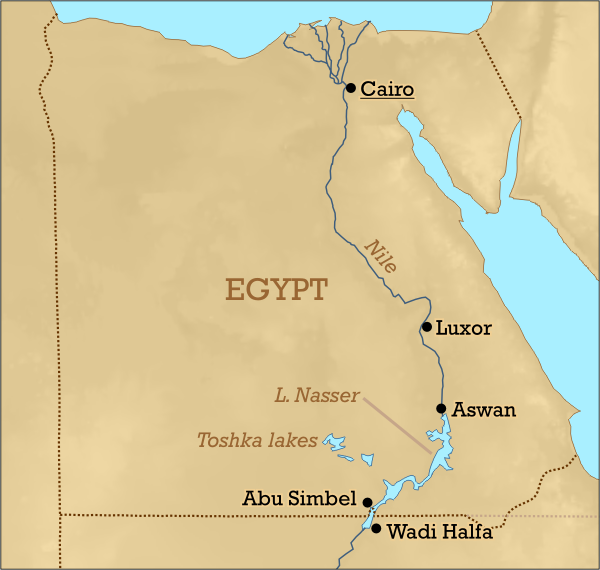
Localizare Abu Simbel

Complexul arheologic de la Abu Simbel (în arabă: أبو سمبل), situat în Nubia (Egipt), este format din două temple tăiate direct în piatră în timpul domniei faraonului Ramses al II-lea. Complexul, remarcabil prin masivele statui de piatră ale lui Ramses și ale soției sale, Nefertari, face parte din Nubian Monuments UNESCO World Heritage Site. A fost construit de Ramses al II-lea în secolul 13 î.Ch., pentru a-și intimida rivalii nubieni și pentru a comemora celebra bătălie de la Kadesh.

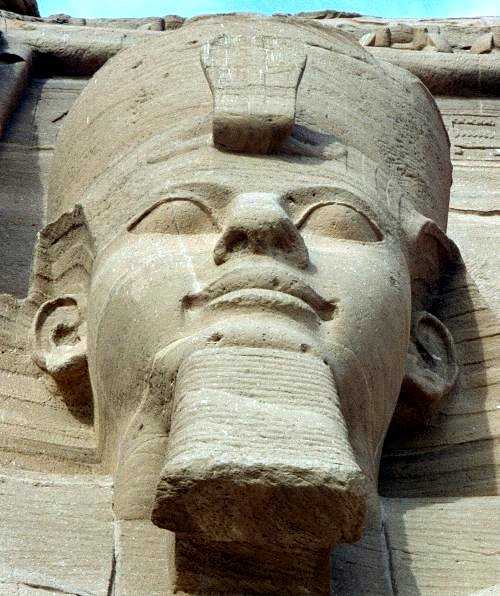
Statuia lui Ramses al II-lea de la Abu Simbel

## Context istoric
Victoriile repurtate de Seti I și de succesorul acestuia Ramses al II-lea împotriva hitiților au condus la acumularea unor mari bogății și a unui număr mare de sclavi.
Aceasta a facilitat continuarea construirii templelor uriașe din zona muntoasă a văii Nilului.

## Marele Templu
Marele templu este considerat cel mai frumos templu ridicat de faraonul Ramses al II-lea. Fațada templului are 33 metri înălțime, și 38 metri lățime, fiind păzit de patru statui ale lui Ramses al II-lea. Sus, pe fațadă este sculptat un șir de babuini, zâmbind răsăritului. Deasupra intrării este inscripționat numele regelui Ser-Ma'at-Ra, iar între picioarele giganticelor statui se găsesc mai multe sculpturi mai mici ale familiei lui Ramses al II-lea: mama sa, Mut-tuy, soția sa Nefertari, precum și fiii și fiicele lui. Pe pereții templului este descrisă Bătălia de la Kadesh, purtată de Ramses cu hittiții. Este un templu unic și datorită modului în care Soarele luminează patru statui din interiorul templului, statui ale  Ra-Harakhte, Ptah, Amun-Ra, și Ramses al II-lea, zeificat, doar în două zile din an 21 februarie, ziua regelui, și pe 22 octombrie, ziua încoronării sale.

## Micul Templu
Este situat mai la nord de templul mai mare fiind dedicat de Ramses al II-lea zeiței Hathor, zeița frumuseții și dragostei, și prin aceasta frumoasei sale soții Nefertari. Fațada este străjuită de șase statui, patru ale lui Ramses al II-lea și două ale lui Nefertari. Interesant este faptul că cele șase statui sunt egale ca înălțime, lucru neobișnuit pentru Egipt și semn al respectului pentru Nefertari.

## Mutarea templelor
Integritatea templelor a fost amenințată de creșterea nivelului apelor Nilului în urma construcției barajului de la Assuan în anii '60, dar printr-un model de cooperare internațională a UNESCO, siturile arheologice au fost cercetate, dezmembrate și asamblate în același mod, dar cu 65 și 200 de metri mai sus și în spatele locației originale, locație acoperită de apele lacului Nasser.

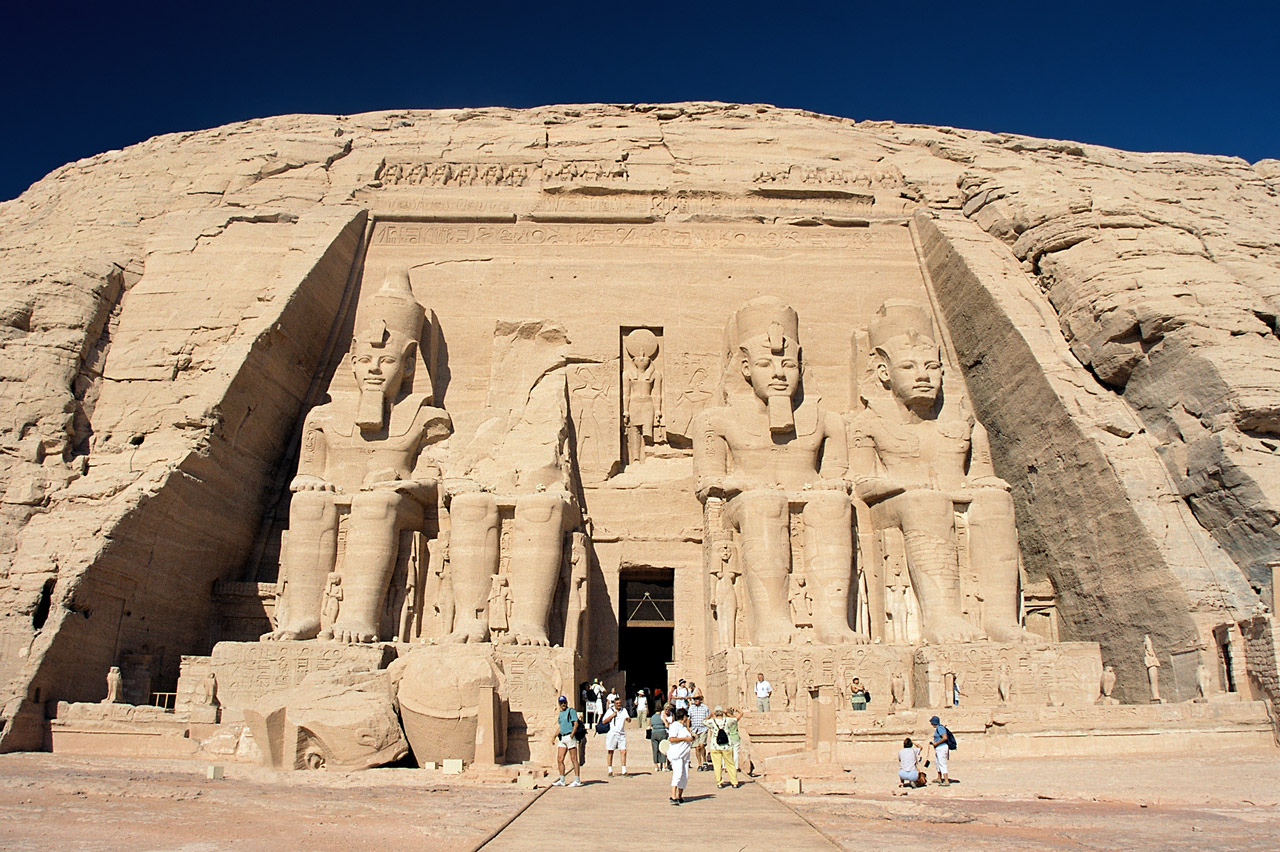
Fațada templului principal de la Abu Simbel

Ca semn de recunoștință pentru marele ajutor dat de unele țări la acțiunea de salvare a marilor monumente în anii 60 din zona lacului Nasser, Egiptul le-a dăruit următoarele antichități:

- Templul din Debod (Madrid, Spania) 

- Templul din Dendur (Metropolitan Museum of Art, New York) 

- Templul din Taffeh (Rijskmuseum van Oudheden, Leiden, Olanda) 

- Templul din Ellesya (Torino, Italia) 

- Poarta Kalabsha (Pergamonmuseum Berlin)

## Patrimoniu
Monumentele de la Abu Simbel și Philae fac parte din patrimoniul mondial UNESCO.